# فیزیک آماری
فیزیک آماری یکی از نظریه‌های بنیادی علم فیزیک است که از روش‌های آمار برای حل مسئله‌های فیزیک استفاده می‌کند. این شاخه از فیزیک زمینه‌های بسیاری با ماهیت کاتوره‌ای را در بر می‌گیرد؛ مثل مقولاتی در شاخه‌های زیست‌شناسی، شیمی، عصب‌شناسی و حتی علوم اجتماعی مثل جامعه‌شناسی.
عبارت «فیزیک آماری» اشاره به رویکردهای آماری و احتمالاتی به مکانیک کلاسیک و مکانیک کوانتومی دارد؛ بنابراین گاهی از عبارت مکانیک آماری هم به همین معنی برای آن استفاده می‌شود. هم‌چنین گاهی که تفکیک بین این عبارات لازم است، از عبارت‌هایی چون مکانیک آماری کلاسیک و مکانیک آماری کوانتومی استفاده می‌شود.
رویکرد آماری برای سیستم‌های کلاسیک در مواقعی که تعداد درجات آزادی (و بنابراین تعداد متغیرها) زیاد و حل دقیق دشوار یا غیرقابل استفاده است، خیلی خوب کار می‌کند. هم‌چنین مکانیک آماری در دینامیک غیرخطی، نظریه آشوب، فیزیک گرمایی، دینامیک شاره (به خصوص در عدد نودسن پایین)، و فیزیک پلاسما قابل استفاده است.
اگرچه بسیاری از مسئله‌ها در فیزیک آماری به کمک تقریب و بسط، قابل حل تحلیلی هستند، در بیش‌تر پژوهش‌هایی که هم‌اکنون انجام می‌شود از توان محاسباتی رایانه‌ها برای شبیه‌سازی یا حل تقریبی استفاده می‌شود. یک روی‌کرد متداول برای مسئله‌های آماری استفاده از شبیه‌سازی مونت-کارلو برای گرفتن دید کلی از دینامیک مسئله است.